# Stazione di Villafranca di Verona
Stazione di Villafranca di Verona vasútállomás Olaszországban, Veneto régióban, Villafranca di Verona településen.

## Vasútvonalak
Az állomást az alábbi vasútvonalak érintik:
- Verona-Mantova-Modena-vasútvonal

## Kapcsolódó állomások
A vasútállomáshoz az alábbi állomások vannak a legközelebb: 
- Stazione di Dossobuono
- Stazione di Mozzecane